# Pizzo Forno
Pizzo Forno – szczyt w Alpach Lepontyńskich, części Alp Zachodnich. Leży w Szwajcarii w kantonie Ticino, blisko granicy z Włochami. Należy do podgrupy Alpy Ticino i Verbano. Można go zdobyć ze schroniska Fornohütte (2574 m).